# اندیس تیدر
تیدر یک اندیس فلزی است که در حوالی شهر میناب استان کرمان قرار دارد و مادهٔ معدنی موجود در آن، مس است.سنگ میزبان این اندیس َشیست است و دیرینگی آن به دوران کرتاسه بالایی می‌رسد. در این اندیس، پاراژنز‌های مالاکیت ، آزوریت ، کلسیت یافت می‌شوند.